# Prokopievsk
Prokopievsk (en russe : Прокопьевск) est une ville de l'oblast de Kemerovo, en Russie, et le centre administratif du raïon de Prokopievsk. Sa population s'élevait à 204 932 habitants en 2013 et à 177 819 habitants en 2021.

## Géographie
Prokopievsk est située en Sibérie occidentale, à 164 km au sud de Kemerovo, à environ 350 km au sud-est de Novossibirsk et 400 km au sud de Tomsk.
À environ quinze kilomètres à l'est de Prokopievsk passe la voie rapide Kemerovo-Novokouznets (32K-445), avec plusieurs sorties qui permettent de desservir la ville.

## Histoire
Prokopievsk est fondée en 1918 par la fusion des villages de Monastyrskoïe et de Prokopievskoïe ; elle reçoit le statut de ville en 1931. Elle doit son nom à saint Procope d'Oustioug.
En février 2019, la ville et le Kouzbass ont été recouverts de neige noire. Les habitants des villes de Kisseliovsk, Leninsk-Kouznetski et Prokopievsk, dont l'espérance de vie est inférieure de 3 à 4 ans à celle de la moyenne nationale russe, accusent la poussière de charbon de ce phénomène,,.

## Population
Recensements (*) ou estimations de la population
| 1926*  | 1939*   | 1959*   | 1970*   | 1979*   |
| ------ | ------- | ------- | ------- | ------- |
| 10 700 | 107 287 | 281 958 | 274 485 | 266 167 |

| 1989*   | 2002*   | 2010*   | 2012    | 2013    |
| ------- | ------- | ------- | ------- | ------- |
| 273 838 | 224 597 | 210 130 | 207 104 | 204 932 |

| 2016    | 2019    | 2021    | - | - |
| ------- | ------- | ------- | - | - |
| 198 438 | 191 839 | 177 819 | - | - |

## Économie
Prokopievsk est un des principaux centres d'extraction de charbon du bassin de Kouznetsk, le Kouzbass.